# سكيما.أورج

سكيما. أورج (بالإنجليزية: Schema.org)‏ هو نشاط مجتمعي تعاوني مهمته بإنشاء المخططات للبيانات المنظمة على الإنترنت والحفاظ عليها والترويج لها وعلى صفحات الويب ورسائل البريد الإلكتروني وما بعدها، يستخدم مشرفو المواقع هذه المفردات المشتركة لتنظيم البيانات الوصفية على مواقعهم الإلكترونية ولمساعدة محركات البحث على فهم المحتوى المنشور ، وهي تقنية تُعرف باسم تحسين محركات البحث.[بحاجة لمصدر]

## التاريخ
Schema.org عبارة عن مبادرة تم إطلاقها في 2 يونيو 2011 بواسطة بينج وجوجل وياهو! (مشغلي أكبر محركات البحث في العالم في ذلك الوقت
). لإنشاء ودعم مجموعة مشتركة المخططات لترميز البيانات المنظمة على صفحات الويب. في نوفمبر 2011 ، انضمت ياندكس (محرك بحث الأكبر في روسيا) إلى المبادرة. أقترحون استخدام تنسيقات schema.org جنبًا إلى جنب مع تنسيقات البيانات المنظمة الأخرى مثل Microdata HTML أو RDFa أو JSON-LD لترميز محتوى مواقع الويب ببيانات وصفية عن نفسها. يمكن التعرف على هذا الترميز من خلال عناكب محرك البحث والمحللين الآخرين ، وبالتالي منح الوصول إلى معنى المواقع (انظر ويب دلالي). تصف المبادرة أيضًا آلية تمديد لإضافة خصائص إضافية.
في عام 2012 ، تم دمج أنظمة GoodRelations ontology في Schema.org.
الكثير من المفردات في Schema.org مستوحاة من التنسيقات السابقة ، مثل التنسيقات المصغرة و FOAF و OpenCyc. تنسيقات Microformats ، الأكثر تمثيلاً لها hCard ، تستمر في النشر (اعتبارًا من عام 2015) على نطاق واسع على الويب ، حيث زاد نشر Schema.org بشدة بين عامي 2012 و 2014. [13] في عام 2015 ، بدأت Google في دعم تنسيق JSON-LD ، واعتبارًا من سبتمبر 2017 أوصت باستخدام JSON-LD للبيانات المنظمة كلما أمكن ذلك.
على الرغم من المزايا الواضحة لاستخدام Schema.org ، لا يزال التبني ضعيفًا نسبيًا. أظهر استطلاع عام 2016 لـ 300 وكالة تسويق مقرها الولايات المتحدة ومعلني B2C عبر الصناعات ، نسبة استيعاب 17 ٪ فقط. [17]
يمكن استخدام أدوات التحقق مثل أداة اختبار البيانات المنظمة من Google ، أداة التحقق من Yandex Microformat ، و Bing Markup Validator لاختبار صحة البيانات التي تم ترميزها بالمخططات والبيانات الجزئية. في الآونة الأخيرة ، قدم Google Search Console (أدوات مشرفي المواقع سابقًا) قسمًا لتقرير البيانات المنظمة غير القابلة للتحليل. إذا كان أي رمز مخطط على موقع ويب غير صحيح ، فسيظهر في هذا التقرير .
تُستخدم بعض ترميزات المخططات مثل المنظمة والشخص للتأثير على نتائج الرسم البياني المعرفي لـ Google.

## روابط خارجية
- الموقع الرسمي